# Soveja
Soveja è un comune della Romania di 2 693 abitanti, ubicato nel distretto di Vrancea, nella regione storica della Moldavia. 
Il comune è formato dall'unione di 2 villaggi: Dragosloveni e Rucăreni.
La sede municipale è ubicata nell'abitato di Dragosloveni.